# Česká 4. Liga Amerického Fotbalu 2018
La Česká 4. Liga Amerického Fotbalu 2018 è la 4ª edizione del campionato di football americano di quarto livello, organizzato dalla ČAAF.

## Squadre partecipanti
| Club                  | Città        | Stadio | Sponsor ufficiale | Risultato nella stagione 2017 |
| --------------------- | ------------ | ------ | ----------------- | ----------------------------- |
| Karlovy Vary Warriors | Karlovy Vary |        |                   |                               |
| Liberec Titans        | Liberec      |        |                   |                               |
| Most Hunters          | Most         |        |                   |                               |
| Tábor Foxes           | Tábor        |        |                   |                               |
| Teplice Nordians      | Teplice      |        |                   |                               |

## Stagione regolare

### Calendario

#### 1ª giornata
| Chotyně 15 aprile 2018, ore 14:00 | Liberec Titans | 12 – 14 (6-0 0-7 6-0 0-7) referto | Karlovy Vary Warriors | (190 spett.)\| Arbitro: \| Šimon \| |
| Arbitro:                          | Šimon          |                                   |                       |                                     |

#### 2ª giornata
| Tábor 21 aprile 2018, ore 14:00 | Tábor Foxes | 45 – 6 (6-0 20-0 19-0 0-6) referto | Most Hunters | Stadion Míru (185 spett.)\| Arbitro: \| Šimon \| |
| Arbitro:                        | Šimon       |                                    |              |                                                  |

#### 3ª giornata
| Karlovy Vary 28 aprile 2018, ore 14:00 | Karlovy Vary Warriors | 14 – 8 (0-8 14-0 0-0 0-0) referto | Teplice Nordians | Start (80 spett.)\| Arbitro: \| Šimon \| |
| Arbitro:                               | Šimon                 |                                   |                  |                                          |

| Litvínov 28 aprile 2018, ore 14:00 | Most Hunters | 9 – 10 (d.t.s.) (0-0 6-0 0-2 3-7 0-1) referto | Liberec Titans | (58 spett.)\| Arbitro: \| Pachulski \| |
| Arbitro:                           | Pachulski    |                                               |                |                                        |

#### 4ª giornata
| Tábor 6 maggio 2018, ore 14:00 | Tábor Foxes | 51 – 0 (22-0 13-0 8-0 8-0) referto | Teplice Nordians | Stadion Míru (120 spett.)\| Arbitro: \| Hubálek \| |
| Arbitro:                       | Hubálek     |                                    |                  |                                                    |

#### 5ª giornata
| Chotyně 13 maggio 2018, ore 14:00 | Liberec Titans | 30 – 19 (6-0 12-7 0-6 12-6) referto | Tábor Foxes | (180 spett.)\| Arbitro: \| Hubálek \| |
| Arbitro:                          | Hubálek        |                                     |             |                                       |

#### 6ª giornata
| Karlovy Vary 19 maggio 2018, ore 12:00 | Karlovy Vary Warriors | 48 – 12 (21-0 6-6 14-0 7-6) referto | Most Hunters | Start (71 spett.)\| Arbitro: \| Pachulski \| |
| Arbitro:                               | Pachulski             |                                     |              |                                              |

#### 7ª giornata
| Teplice 26 maggio 2018, ore 14:00 | Teplice Nordians | 12 – 51 (0-13 12-6 0-14 0-18) referto | Liberec Titans | Anger (112 spett.)\| Arbitro: \| Kriesman \| |
| Arbitro:                          | Kriesman         |                                       |                |                                              |

#### 8ª giornata
| Litvínov 2 giugno 2018, ore 14:00 | Most Hunters | 2 – 44 (0-7 0-17 0-14 2-6) referto | Tábor Foxes | (41 spett.)\| Arbitro: \| Pachulski \| |
| Arbitro:                          | Pachulski    |                                    |             |                                        |

#### 9ª giornata
| Litvínov 9 giugno 2018, ore 14:00 | Most Hunters | 0 – 70 (0-28 0-28 0-0 0-14) referto | Karlovy Vary Warriors | (33 spett.)\| Arbitro: \| Kriesman \| |
| Arbitro:                          | Kriesman     |                                     |                       |                                       |

| Teplice 9 giugno 2018, ore 14:00 | Teplice Nordians | 25 – 7 (0-7 0-0 12-0 13-0) referto | Tábor Foxes | Anger (139 spett.)\| Arbitro: \| Pachulski \| |
| Arbitro:                         | Pachulski        |                                    |             |                                               |

#### 10ª giornata
| Karlovy Vary 16 giugno 2018, ore 14:00 | Karlovy Vary Warriors | 28 – 34 (7-7 14-7 7-6 0-14) referto | Liberec Titans | Start (55 spett.)\| Arbitro: \| Pachulski \| |
| Arbitro:                               | Pachulski             |                                     |                |                                              |

#### 11ª giornata
| Teplice 23 giugno 2018, ore 14:00 | Teplice Nordians | 66 – 14 (22-0 12-8 18-6 14-0) referto | Most Hunters | Anger (198 spett.)\| Arbitro: \| Hubálek \| |
| Arbitro:                          | Hubálek          |                                       |              |                                             |

#### 12ª giornata
| Tábor 30 giugno 2018, ore 14:00 | Tábor Foxes | 14 – 25 (0-13 7-0 7-12 0-0) referto | Karlovy Vary Warriors | Stadion Míru (80 spett.)\| Arbitro: \| Hameder \| |
| Arbitro:                        | Hameder     |                                     |                       |                                                   |

| Chotyně 1º luglio 2018, ore 14:00 | Liberec Titans | 35 – 0 (a tavolino) referto | Teplice Nordians | \| Arbitro: \| Kroulík \| |
| Arbitro:                          | Kroulík        |                             |                  |                           |

### Classifica
La classifica della regular season è la seguente:
- PCT = percentuale di vittorie, G = partite giocate, V = partite vinte,  P = partite perse, PF = punti fatti, PS = punti subiti

| Pos. | Squadra               | PCT  | G | V | N | P | PF  | PS  |
| ---- | --------------------- | ---- | - | - | - | - | --- | --- |
| 1    | Liberec Titans        | .833 | 6 | 5 | 0 | 1 | 168 | 82  |
| 2    | Karlovy Vary Warriors | .833 | 6 | 5 | 0 | 1 | 163 | 80  |
| 3    | Tábor Foxes           | .500 | 6 | 3 | 0 | 3 | 153 | 88  |
| 4    | Teplice Nordians      | .333 | 6 | 2 | 0 | 4 | 94  | 152 |
| 5    | Most Hunters          | .000 | 6 | 0 | 0 | 6 | 43  | 219 |

## IV Iron Bowl
| Chotyně 15 luglio 2018, ore 14:00 | Liberec Titans | 19 – 13 (0-0 7-0 12-7 0-6) referto | Karlovy Vary Warriors | (153 spett.)\| Arbitro: \| Hameder \| |
| Arbitro:                          | Hameder        |                                    |                       |                                       |

## Verdetti
- Liberec Titans Vincitori della Česká 4. Liga Amerického Fotbalu 2018